# 吴海英
吴海英（1967年2月—），女，汉族，浙江义乌人，清华大学高级管理人员工商管理专业在职研究生学历，1989年7月参加工作，1985年5月加入中国共产党。现任中共吉林省委副书记。

## 从政经历
1989年7月，吴海英在中国科学院京区党委参加工作，先后任组织部副部长、部长。
2000年9月，吴海英调入中央国家机关工委任组织部二处处长、组织部副部长；2007年12月后历任中央国家机关团工委书记、中央国家机关青联主席（正局级）、中央国家机关纪工委副书记（其间于2010年8月至2012年7月挂任河北唐山市委常委、副市长，2012年3月至2014年1月在清华大学高级管理人员工商管理专业在职学习）；2016年10月，吴海英任中央纪委机关党委常务副书记。
2017年5月，出任中央纪委驻环境保护部纪检组组长、环境保护部党组成员；2018年3月，生态环境部成立后，任中央纪委驻生态环境部纪检组组长、生态环境部党组成员；2018年6月，任中央纪委国家监委驻生态环境部纪检监察组组长、生态环境部党组成员。2020年5月，出任中央纪委国家监委驻国家税务总局纪检监察组组长、国家税务总局党委委员。
2022年5月，出任中共吉林省委常委、统战部部长。2023年10月，升任吉林省委副书记。